# Фомина, Нина Николаевна
Нина Николаевна Фомина (род. 20 сентября 1937, Новороссийск) — советский и российский сценарист.

## Биография
В 1960 году окончила филологический факультет Московского государственного университета.
С 1962 года работала редактором, затем старшим редактором и редактором-консультантом Главной редакции литературно-драматических программ Центрального телевидения.
С 1991 года Фомина — редактор творческого объединения «ЛАД» ВГТРК. Участвовала в работе над передачами: «Литературные памятники», «Искусство стихотворного перевода», «Русские сказки», «Литературные чтения», «Пушкин и судьбы русской культуры», «Вечера в доме Гоголя», «Русские цари», «Страницы творчества писателей», «Поэзия».
Награждена медалями СССР.

## Творчество

### Сценарист
- 1965 год — «Дети Дон Кихота»
- 1966 год — «Сказки русского леса»
- 1968 год — «Улыбнись соседу»
- 1970 год — «Эксперимент»
- 1976 год — «Ансамбль неудачников» (короткометражный фильм)
- 1977 год — «Семья Зацепиных»
- 1978 год — «Расписание на послезавтра»
- 1978 год — «31 июня»
- 1983 год — «Кое-что из губернской жизни»
- 1987 год — «Она с метлой, он в чёрной шляпе»

В 2009 году была соавтором сценария сериала «Такова жизнь».